# Кишинівський тракторний завод
Тракторний завод "TRACOM" — підприємство Кишинева, правонаступник Кишинівського тракторного заводу.

## Історія

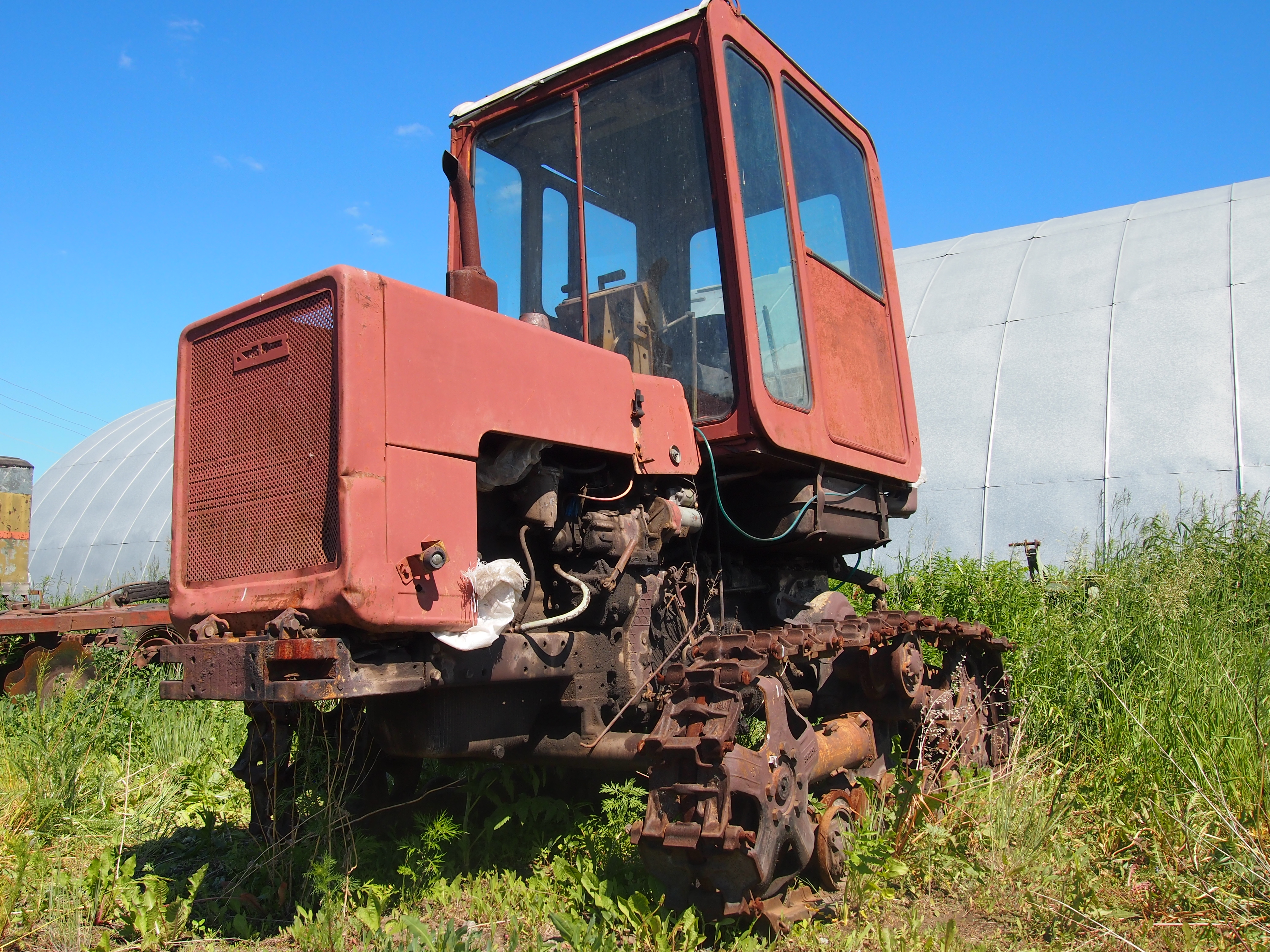
Т-70СМ

1945 — створення Кишинівського мотороремонтного заводу, а по суті це були майстерні, де працювало кілька десятків людей.
1948 — Кишинівський мотороремонтний завод реорганізований в Кишинівський ремонтний завод. Завод займався ремонтом автомобілів, верстатів, виготовленням ремонтного обладнання.
1958 — Кишинівський ремонтний завод перейменований в «Автодеталь» і спеціалізувався з виробництва автомобільних запасних частин.
1961 — Завод «Автодеталь» реконструйований. І на його базі було створено Кишинівський трактороскладальний завод.

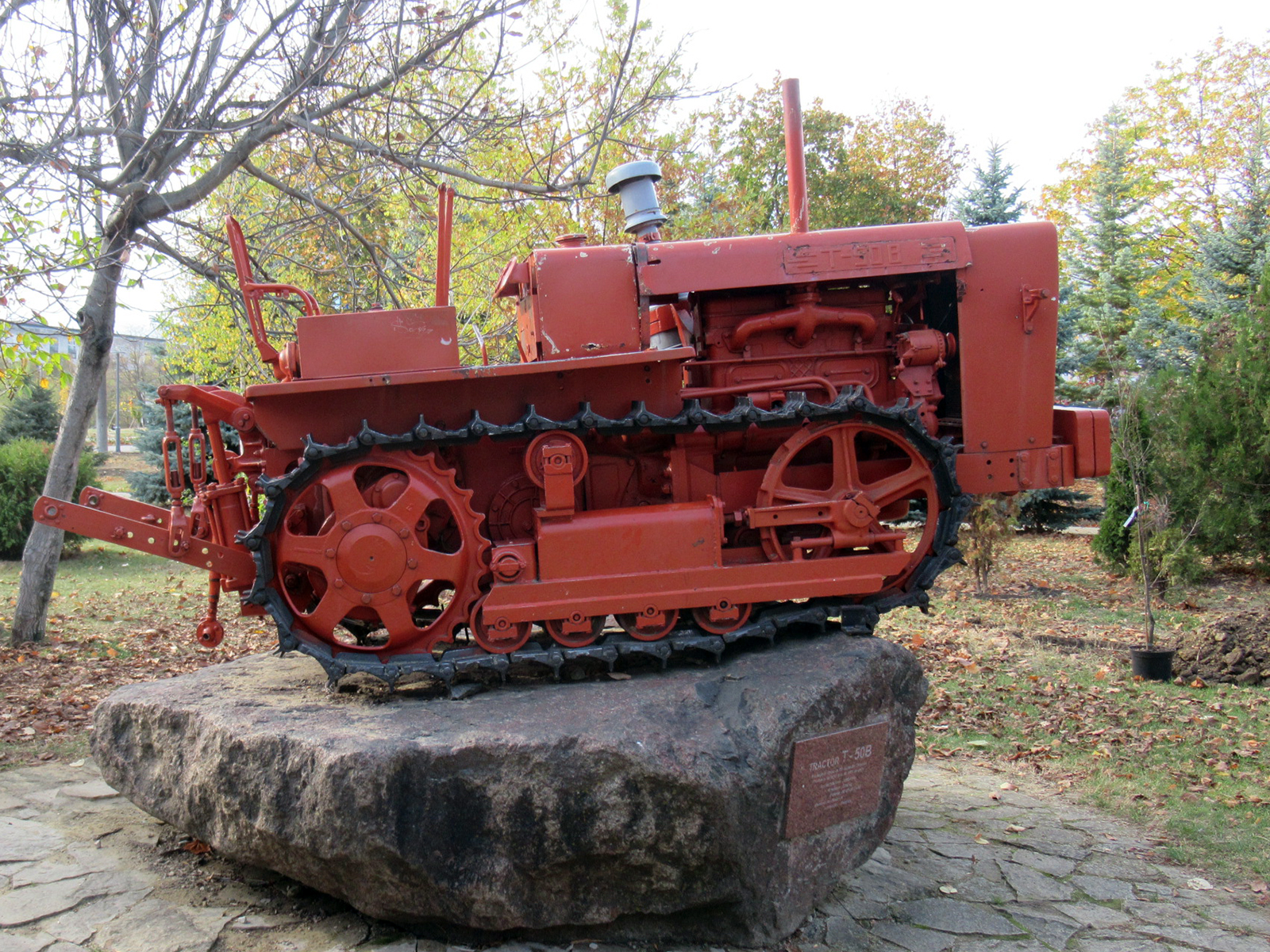
Т-50В – перший молдовський трактор, виготовлений у 1964, в парку Технічного університету Молдови

22 вересня 1962 — з конвеєра заводу зійшов перший серійний молдавський трактор Т-50В і в наступні три роки завод випустив 10,000 тракторів.
1975 — початок виробництва бурякового трактора Т-70С.
1986 — створено виробниче об'єднання "Кишинівський тракторний завод".
1995 — прийнято рішення про створення на базі Кишинівського тракторного заводу акціонерного товариства з назвою АТ Тракторний Завод «TRACOM», і яке підприємство має дотепер.
За 1962—2008 виробництво тракторів склало 257,635 штук.